# جون كوندو
جون كوندو (باليابانية: 近藤淳؛ بالكانا: こんどう じゅん) هو فيزيائي وأستاذ جامعي ياباني، ولد في 6 فبراير 1930 في طوكيو في اليابان.